# Stawiszyn (powiat gostyński)
Stawiszyn – to niewielka osada leśna w Polsce, położona w województwie wielkopolskim,                w powiecie gostyńskim, w gminie Borek Wielkopolski. Administracyjnie wchodzi w skład sołectwa Jeżewo.
W latach 1975–1998 miejscowość ta należała administracyjnie województwa leszczyńskiego. 
Inne miejscowości o nazwie Stawiszyn: Stawiszyn